# زيزي موريرا
زيزي موريرا (بالبرتغالية: Zezé Moreira‏) (مواليد 16 أكتوبر 1907) هو لاعب كرة قدم.

## روابط خارجية
- زيزي موريرا على موقع قاعدة بيانات كرة القدم.إي يو (الإنجليزية)
- زيزي موريرا على موقع Soccerway.com (الإنجليزية)
- زيزي موريرا على موقع عالم كرة القدم.نت (الإنجليزية)